# Lakshmi Planum
Lakshmi Planum est un haut plateau de la planète Vénus, centré par 68,6° N et 339,3° E avec une altitude moyenne de 3 500 m au-dessus du rayon moyen de la planète. Situé à l'ouest du massif de Maxwell Montes, point culminant de Vénus, il s'étend sur 2 345 km dans sa plus grande longueur, avec une superficie double de celle du plateau tibétain, et forme l'extrémité occidentale d'Ishtar Terra, le plus septentrional des deux « continents » vénusiens.

## Géographie
Lakshmi Planum est un haut plateau volcanique, à la surface relativement lisse sans doute largement recouverte de lave. Une grande caldeira volcanique se trouve à l'est du plateau (Colette Patera) et une autre en son centre (Sacajawea Patera), et de multiples volcans plus petits, tels que Siddons Patera, sont décelables un peu partout sur sa surface. Lakshmi est ceinturé de massifs montagneux, eux-mêmes ceinturés de tesserae :
- Freyja Montes au nord, formant un massif ramassé qui culmine à 6 500 m, avec, au-delà, Itzpapalotl Tessera, large de 300 km et séparée de Snegurochka Planitia par l'escarpement d'Uorsar Rupes, haut de près de 3 000 m,
- Akna Montes à l'ouest, formant un massif plus large et relevé sur sa frange sud-est où il culmine à 6 000 m, avec, au-delà, Atropos Tessera, large de plus d'un millier de kilomètres sur lesquels l'altitude passe de 4 000 à 0 m,
- Danu Montes le long de la côte sud où cette chaîne de montagnes, moins élevée (culminant à 5 000 m) mais aux pentes abruptes, forme une sorte de cordillère, avec, au-delà, Moira Tessera au sud-ouest et Clotho Tessera au sud, cette dernière descendant graduellement vers Sedna Planitia en perdant 2 000 m d'altitude sur 300 km,
- Maxwell Montes à l'est dont le point culminant, à 10 700 m, est aussi celui de toute la planète, avec, au-delà, Fortuna Tessera s'étendant sur plusieurs milliers de kilomètres vers l'est et le nord-est.

| |  | |
| Image radar du sud de Lakshmi Planum montrant, au sud, le début de Clotho Tessera et, au nord, les surfaces lisses de Lakshmi. La structure circulaire au centre, Siddons Patera, serait une caldeira volcanique, et les creux allongés sur la gauche seraient des cavités résultant de l'effondrement de tubes de lave. |  | Réseau de stries observé au sud de cette région, par 30° N et 333,3° E (donc, bien au sud de Lakshmi Planum), sur les hauteurs séparant Guinevere Planitia de Sedna Planitia, type de terrain unique dans le système solaire. |

## Géologie
Il s'agirait d'une région volcanique aux surfaces géologiquement plus jeunes (datant de la seconde moitié du Guinevérien, soit quelques centaines de millions d'années) que les plaines, elles aussi volcaniques, situées en contrebas et datées de 1,0 à 0,5 Ga mais plus récemment du Fortunien au début du Guinevérien,, la chaîne d'Akna Montes semblant même encore postérieure (datant de l'Aurélien, sans doute moins de 50 Ma) à en juger par les déformations constatées sur les terrains adjacents des plaines de Lakshmi.
Un scénario proposé dans les années 1990 pour rendre compte des différentes observations d'alors expose que Lakshmi Planum correspondrait à un bouclier terrestre, c'est-à-dire un fragment d'écorce ancienne d'altitude moyenne, qui aurait subi dans un premier temps des forces d'extension à l'origine d'épanchements de lave fluide à travers des fissures volcaniques à la manière des trapps du Deccan, avant de subir dans un second temps des forces de compression à l'origine des reliefs qui ceinturent le haut plateau et qui semblent postérieurs à sa surface.
Ce scénario a été affiné lors d'une communication de 1998 au cours de laquelle une distinction a été faite entre d'un côté le nord et l'ouest de Lakshmi, et de l'autre le sud du haut plateau: s'il y a bien eu compression tardive au nord et à l'ouest, le scénario au sud est plus complexe, comprenant la scission par glissement des deux tesserae (Moira à l'ouest et Clotho à l'est) avec, à l'est, des formations d'extension (grabens) et non de compression ; Clotho Tessera est d'ailleurs la région vénusienne présentant la plus forte concentration de structures matérialisant une expansion crustale.
Cette genèse complexe est bien illustrée par les réseaux de stries quasiment orthogonales observés au sud de Lakshmi Planum, entre les plaines volcaniques de Guinevere et de Sedna.